# Donja Lastva
Donja Lastva (en serbe cyrillique : Доња Ластва) est un village du sud-ouest du Monténégro, dans la municipalité de Tivat.

## Démographie

### Évolution historique de la population
| 1948 | 1953 | 1961 | 1971 | 1981 | 1991 | 2003 |
| ---- | ---- | ---- | ---- | ---- | ---- | ---- |
| 535  | 587  | 604  | 664  | 674  | 634  | 733  |